# Tom and Jerry Special Shorts
Tom and Jerry Special Shorts é uma série de animação americana de curta duração baseada em Tom and Jerry que estreou e terminou na HBO Max em 20 de fevereiro de 2021, tornando-se o mais curto de todos os programas relacionados a Tom e Jerry. A série é desenvolvida por Peter Browngardt e produzida pela Warner Bros. Animation. Os curtas apresentavam as vozes não creditadas em arquivo de William Hanna ao lado de Andrew Dickman. Os curtas são apresentados no estilo de Looney Tunes Cartoons, outra curta série desenvolvida por Browngardt.